# La Loi de Canterbury
La Loi de Canterbury (Canterbury's Law) est une série télévisée américaine en six épisodes de 42 minutes, créée par Dave Erickson et diffusée entre le 10 mars et le 18 avril 2008 sur le réseau Fox.
En France, la série a été diffusée à partir du 5 juin 2009 sur Série Club et du 18 juin 2009 sur M6 et rediffusée en 2012 et juin 2013 sur Téva. En Belgique, la série a été diffusée entre le 30 avril et le 13 mai 2011 sur RTL-TVI. Elle reste inédite dans les autres pays francophones.

## Synopsis
Cette série met en scène les affaires d'un cabinet d'avocats dirigé par Elizabeth Canterbury, une femme au fort tempérament, allant jusqu'à contourner la loi si cela peut aider ses clients.

## Distribution
- Julianna Margulies (VF : Hélène Chanson) : Elizabeth Canterbury
- Ben Shenkman (VFB : Philippe Allard) : Russell Kraus
- Trieste Kelly Dunn (VFB : Maia Baran) : Molly McConnell
- Keith Robinson (VFB : Sébastien Hébrant) : Chester Grant
- Terry Kinney (VFB : Patrice Waleffe) : Zach Williams
- Aidan Quinn (VFB : Jean-Marc Delhausse) : Matt Furey
- James McCaffrey (VFB : Stéphane Coon) : Frank Angstrom
- Charlie Hofheimer (VFB : Valéry Bendjilali) : Ethan Foster

## Production
En janvier 2007, Fox commande un pilote. Mike Figgis est engagé pour réaliser le pilote.
Le casting débute en février, dans cet ordre : Julianna Margulies et Ben Shenkman, Trieste Kelly Dunn, Linus Roache (Matt Canterbury) et Jocko Sims (Chester Fields).
La série est commandée le 13 mai 2007, et lors des Upfronts, place la série à la mi-saison.
En juin, le rôle tenu par Jocko Sims est recasté et attribué à Keith Robinson, puis en août, la production ajoute Aidan Quinn à la distribution.
Après la grève de la Writers Guild of America de 2007, Fox propose la série dans la case du lundi soir à 20 h dès le 10 mars 2008. La série s'est retrouvée déprogrammée au bout de seulement deux épisodes passant du lundi à la case assassine du vendredi soir à 21 h. Seulement six des treize épisodes prévus ont pu être tournés. La série est annulée le 15 mai 2008.

## Épisodes
1. La Ligne jaune (Pilot)
2. Le Témoignage du fou (Baggage)
3. Au banc des accusés (What Goes Around)
4. Les Petites Filles modèles (Sweet Sixteen)
5. Impitoyables (Trade-Off)
6. Le Grand Pardon (Sick as Your Secrets)